# 건축철학
건축철학(Philosophy of architecture)은 미학의 한 분과로서, 건축의 미적 가치, 그리고 문화 발전과의 시맨틱스와 연관관계를 다루는 학문이다.
초기 역사에서 건축에 영향을 준 것으로 기록된(예: 이상주의, 신플라톤주의 건축) 플라톤은 우주론의 고전적 기하학적 모델의 일부로 간주될 수 있으며, 이는 피타고라스와 같은 초기의 사상가들에게도 영향을 주었다.
현대에는 포스트모던 철학자 미셸 푸코가 주지한대로 건축은 사회의 생활의 토대를 놓을 수 있게 되면서 특히 인간의 가치와 문화의 이해에 중요하게 작용한다. 감시와 처벌에서 Foucault는 새로운 감옥 파놉티콘의 건축 프로젝트를 통해 현대의 문화를 분석했다.